# Kill the Lights (The New Cities)
Kill the Lights è il secondo album in studio del gruppo musicale canadese The New Cities, pubblicato il 27 settembre 2011.

## Tracce
1. The New Rule – 3:04
2. The Hype – 3:43
3. Heatwave – 3:14
4. Mugshot – 3:26
5. Murder Me – 3:20
6. Get Connected – 3:56
7. Love Me Deadly – 3:42
8. C.L.O.N.E. – 3:20
9. Pretty Little Mess – 3:05
10. Sorry But I'm Single – 3:29
11. In Your Eyes – 3:13
12. Sleep – 4:00